# سادي ماكدونالد
سادي ماكدونالد (بالإنجليزية: Sadie Macdonald)‏ هي ممرضة نيوزيلندية، ولدت في 3 يوليو 1886، وتوفيت في 12 مايو 1966.